# Morti il 20 settembre
| Questa pagina contiene informazioni ricavate automaticamente dalle voci biografiche con l'ausilio del template Bio e di un bot. L'aggiornamento è periodico e automatico e ricostruisce completamente la pagina. Se manca una persona in questa lista, sei pregato di non aggiungerla, ma accertati piuttosto che la sua voce biografica contenga il template Bio e che i dati anagrafici siano correttamente compilati. Se il template Bio manca, inseriscilo tu stesso o, in alternativa, metti l'avviso {{tmp\|Bio}} che ne segnala la mancanza. Se i dati riportati sono sbagliati, correggi direttamente la voce biografica; le modifiche saranno visibili in questa lista entro pochi giorni. Per chiarimenti vedi il progetto biografie. La lista contiene solo le 479 persone che sono citate nell'enciclopedia e per le quali è stato implementato correttamente il template Bio. Pagina aggiornata al 9 ago 2025. |

## II secolo(2)
- 120 - Eustachio, santo romano
- 120 - Teopista, santa romana

## IX secolo(1)
- 856 - Guerino I di Sassonia, abate tedesco

## XI secolo(2)
- 1057 - Ambrogio II, vescovo italiano
- 1085 - Ermanno II di Lotaringia, nobile tedesco (n. 1049)

## XII secolo(3)
- 1168 - Pasquale III, cardinale italiano
- 1190 - Adelog, vescovo cattolico tedesco
- 1200 - Alberico II di Dammartin, conte

## XIII secolo(2)
- 1281 - Reinardo I di Hanau, nobile tedesco (n. 1225)
- 1299 - Giovanni II Malatesta, condottiero italiano

## XIV secolo(6)
- 1322 - Rinaldo da Polenta, arcivescovo cattolico italiano
- 1362 - Rinaldo da Villafranca, poeta, grammatico e umanista italiano (n. 1291)
- 1371 - Giovanni I di Nassau-Weilburg, conte tedesco (n. 1309)
- 1384 - Luigi I d'Angiò, principe francese (n. 1339)
- 1388 - Firuz Shah Tughlaq, sultano indiano (n. 1309)
- 1398 - Giacomo I di Cipro, nobile cipriota (n. 1334)

## XV secolo(6)
- 1404 - Pietro II d'Alençon, conte e militare francese (n. 1340)
- 1416 - Andrea Malatesta, condottiero italiano (n. 1373)
- 1440 - Federico I di Brandeburgo, nobile tedesco (n. 1371)
- 1460 - Gilles Binchois, compositore fiammingo
- 1480 - Anne Neville, duchessa di Buckingham, nobildonna inglese
- 1492 - Anne de Beauchamp, XVI contessa di Warwick, nobile (n. 1426)

## XVI secolo(17)
- 1501 - Agostino Barbarigo, doge (n. 1419)
- 1501 - Thomas Grey, I marchese di Dorset, cavaliere medievale inglese (n. 1455)
- 1526 - Felice da Corsano, religioso italiano
- 1532 - Giacomo di Braganza, nobile portoghese (n. 1479)
- 1533 - Nicolas Champion, compositore fiammingo
- 1533 - Antonio Maria Ciocchi del Monte, cardinale italiano (n. 1461)
- 1540 - Edoardo del Portogallo, IV duca di Guimarães, principe portoghese (n. 1515)
- 1543 - Thomas Manners, I conte di Rutland, nobile inglese (n. 1492)
- 1580 - Onorato II di Savoia-Villars, condottiero italiano (n. 1511)
- 1582 - Luigi III di Montpensier, nobile francese (n. 1513)
- 1584 - Gasparo Scaruffi, economista italiano (n. 1519)
- 1586 - Anthony Babington, nobile inglese (n. 1561)
- 1586 - John Ballard, religioso inglese
- 1590 - Lodovico Agostini, cantore e compositore italiano (n. 1534)
- 1592 - Francisco Vallés, medico e scrittore spagnolo (n. 1524)
- 1597 - Gregoria Massimiliana d'Asburgo, nobile austriaca (n. 1581)
- 1600 - Rodrigo de Castro Osorio, cardinale e arcivescovo cattolico spagnolo (n. 1523)

## XVII secolo(18)
- 1608 - Kanamori Nagachika, militare giapponese (n. 1524)
- 1615 - Kanamori Yoshishige, militare giapponese (n. 1559)
- 1619 - Giovanni Spilla, arcivescovo cattolico spagnolo
- 1620 - Giovanni Maria Nosseni, architetto, scultore e scrittore svizzero (n. 1544)
- 1621 - Enrico di Mayenne, nobile francese (n. 1578)
- 1625 - Heinrich Meibom, storico e poeta tedesco (n. 1555)
- 1627 - Jan Gruter, filologo, antiquario e storico fiammingo (n. 1560)
- 1630 - Claudio Saracini, compositore e liutista italiano (n. 1586)
- 1638 - Johann Lantz, matematico e gesuita tedesco (n. 1564)
- 1639 - Johannes van Meurs, umanista, filologo classico e storico olandese (n. 1579)
- 1643 - Robert Dormer, I conte di Carnarvon, militare inglese (n. 1610)
- 1643 - Henry Spencer, I conte di Sunderland, militare inglese (n. 1620)
- 1646 - Anne de Rohan, umanista e poetessa francese (n. 1584)
- 1648 - Johannes Lucacich, francescano e compositore dalmata
- 1659 - Simone Rau e Requesens, vescovo cattolico e poeta italiano (n. 1609)
- 1671 - Ovidio Montalbani, matematico, medico e astronomo italiano (n. 1601)
- 1678 - Antonio Masini, compositore italiano
- 1681 - Pier Francesco Cittadini, pittore italiano (n. 1616)

## XVIII secolo(20)
- 1702 - Charles Aubert de La Chesnaye, imprenditore francese (n. 1632)
- 1707 - Alexander Stanhope, ambasciatore inglese (n. 1638)
- 1710 - Margherita Caffi, pittrice italiana (n. 1647)
- 1713 - Francisco Martín Fernández de Posadas, presbitero spagnolo (n. 1644)
- 1714 - Anna Waser, pittrice svizzera (n. 1678)
- 1724 - Ayuki Khan (n. 1642)
- 1725 - Giovanni Benedetto Gentilotti, vescovo cattolico e bibliotecario italiano (n. 1672)
- 1736 - Tommaso Carapella, musicista italiano (n. 1655)
- 1743 - Giovanni Mercurino Antonio Arborio di Gattinara, vescovo cattolico italiano (n. 1685)
- 1762 - Paul Troger, pittore austriaco (n. 1698)
- 1763 - Gabriela Silang, condottiera, patriota e rivoluzionaria filippina (n. 1731)
- 1774 - Martinès de Pasqually, esoterista francese (n. 1727)
- 1777 - Edward Howard, IX duca di Norfolk, nobile inglese (n. 1686)
- 1781 - Bonaventura Sculco, vescovo cattolico italiano (n. 1708)
- 1786 - Charles Louis de Marbeuf, generale e politico francese (n. 1712)
- 1787 - Alexandre Bultos, attore teatrale belga (n. 1749)
- 1789 - Giuseppe Fedele Vitale, letterato, medico e presbitero italiano (n. 1734)
- 1794 - Muhammad Ali Khan Bahadur, principe indiano (n. 1750)
- 1796 - Juan José Delhuyar, chimico e mineralogista spagnolo (n. 1754)
- 1798 - Blasius Columban von Bender, generale austriaco (n. 1713)

## XIX secolo(53)
- 1803 - Robert Emmet, patriota e oratore irlandese (n. 1778)
- 1804 - Pierre Joseph Bonnaterre, abate e naturalista francese (n. 1752)
- 1804 - Pierre Méchain, astronomo francese (n. 1744)
- 1806 - Carlo Giorgio Augusto di Brunswick-Wolfenbüttel, nobile (n. 1766)
- 1807 - Victoire Armande Josèphe de Rohan-Soubise, nobile francese (n. 1743)
- 1808 - René-Louis de Girardin, artista, scrittore e militare francese (n. 1735)
- 1815 - Nicolas Desmarest, geologo e enciclopedista francese (n. 1725)
- 1816 - Antonio Cerati, scrittore e filologo italiano (n. 1738)
- 1817 - Ludovico di Württemberg, generale (n. 1756)
- 1818 - Francesco Carafa della Spina di Traetto, cardinale e arcivescovo cattolico italiano (n. 1722)
- 1820 - Alessandro Mandarini, militare italiano (n. 1762)
- 1820 - Home Riggs Popham, ammiraglio e inventore britannico (n. 1762)
- 1827 - David Rossi, pittore, decoratore e architetto italiano (n. 1741)
- 1837 - Giancarlo Cornay, missionario francese (n. 1809)
- 1839 - Thomas Bibb, politico statunitense (n. 1783)
- 1839 - Thomas Hardy, I baronetto, ufficiale britannico (n. 1769)
- 1839 - Matías de Irigoyen, politico argentino (n. 1781)
- 1840 - José Gaspar Rodríguez de Francia, avvocato e politico paraguaiano (n. 1766)
- 1845 - Matvej Matveevič Gedenštrom, esploratore e scrittore russo (n. 1780)
- 1846 - Carlo Marenco, scrittore italiano (n. 1800)
- 1849 - Alexandre Edme, barone di Méchin, politico francese (n. 1772)
- 1852 - Anton Weidinger, trombettista austriaco (n. 1766)
- 1854 - Frederick Catherwood, esploratore, architetto e fotografo inglese (n. 1799)
- 1861 - Giovanni Battista Niccolini, drammaturgo italiano (n. 1782)
- 1863 - Fratelli Grimm, scrittore tedesco (n. 1785)
- 1863 - Jacob Grimm, filologo, linguista e scrittore tedesco (n. 1785)
- 1866 - Fritz L'Allemand, pittore austriaco (n. 1812)
- 1867 - Pasquale Calvi, politico e magistrato italiano (n. 1794)
- 1867 - Ignazio Prinetti, politico italiano (n. 1814)
- 1867 - Luigi Silvestrelli, politico italiano (n. 1827)
- 1869 - Pepita Tudó, nobildonna spagnola (n. 1779)
- 1870 - Lorenzo Cavallo, militare italiano (n. 1846)
- 1870 - Giacomo Pagliari, militare italiano (n. 1822)
- 1870 - Nicola Palizzi, pittore italiano (n. 1820)
- 1870 - Kalama delle Hawaii, nobildonna statunitense (n. 1817)
- 1871 - John Patteson, missionario e vescovo anglicano britannico (n. 1827)
- 1873 - Giovanni Battista Donati, matematico e astronomo italiano (n. 1826)
- 1874 - Victor Séjour, scrittore e drammaturgo statunitense (n. 1817)
- 1876 - James Smith, calciatore scozzese (n. 1844)
- 1877 - Giuseppe Antonacci, politico italiano (n. 1810)
- 1884 - Leopold Fitzinger, zoologo austriaco (n. 1802)
- 1885 - James Hudson, diplomatico britannico (n. 1810)
- 1886 - Pietro Mongini, prete italiano (n. 1806)
- 1886 - Filippo Mordani, letterato e patriota italiano (n. 1797)
- 1887 - Ahmad Faris al-Shidyaq, scrittore e giornalista libanese
- 1892 - George Croom Robertson, filosofo scozzese (n. 1842)
- 1894 - Giovanni Battista de Rossi, archeologo e epigrafista italiano (n. 1822)
- 1894 - Heinrich Hoffmann, psichiatra e scrittore tedesco (n. 1809)
- 1897 - Wilhelm Wattenbach, storico e archivista tedesco (n. 1819)
- 1898 - Theodor Fontane, farmacista, scrittore e poeta tedesco (n. 1819)
- 1899 - Carl Gustaf Thomson, entomologo svedese (n. 1824)
- 1900 - John Alexander McClernand, avvocato, politico e generale statunitense (n. 1812)
- 1900 - Karl Schenkl, filologo classico e lessicografo austriaco (n. 1827)

## XX secolo(221)
- 1904 - Stefano Fer, politico italiano (n. 1818)
- 1904 - José María Yermo y Parres, presbitero messicano (n. 1851)
- 1905 - Giuseppe Grioli, patriota e militare italiano (n. 1825)
- 1905 - Vjenceslav Novak, drammaturgo e scrittore croato (n. 1859)
- 1907 - Jakob Morenga, guerrigliero namibiano (n. 1875)
- 1908 - Emilio Degiorgis, generale italiano (n. 1844)
- 1908 - Nicolás Salmerón, filosofo, scrittore e politico spagnolo (n. 1838)
- 1908 - Pablo de Sarasate, violinista e compositore spagnolo (n. 1844)
- 1910 - Josef Kainz, attore teatrale austriaco (n. 1858)
- 1911 - Robert Hart, I Baronetto, diplomatico britannico (n. 1835)
- 1913 - Ferdinand Blumentritt, etnografo, educatore e scrittore austro-ungarico (n. 1853)
- 1914 - Ragnar Fogelmark, lottatore svedese (n. 1888)
- 1914 - Michele Kerbaker, linguista e glottologo italiano (n. 1835)
- 1915 - Carl Anton Ewald, medico tedesco (n. 1845)
- 1915 - Giuseppe Augusto Tuccimei, scienziato italiano (n. 1851)
- 1915 - Martín Boneo, pittore argentino (n. 1829)
- 1916 - Guido Carocci, storico italiano (n. 1851)
- 1916 - August Leskien, linguista e filologo tedesco (n. 1840)
- 1917 - Riccardo Bajardi, militare italiano (n. 1886)
- 1917 - Émile Boirac, psicologo, filosofo e esperantista francese (n. 1851)
- 1918 - Erik di Svezia, principe svedese (n. 1889)
- 1918 - Step'an Šahowmyan, politico armeno (n. 1878)
- 1918 - Məşədi Əzizbəyov, politico azero (n. 1876)
- 1919 - Giuseppe Barboglio, militare italiano (n. 1838)
- 1919 - Ramón Barros Luco, politico cileno (n. 1835)
- 1920 - Edoardo Ginistrelli, politico italiano (n. 1838)
- 1921 - Giovanni Trussardi Volpi, pittore italiano (n. 1875)
- 1921 - Ghino Valenti, economista italiano (n. 1852)
- 1922 - Giuseppe Sartorio, scultore italiano
- 1924 - Albert Holness, esploratore britannico (n. 1892)
- 1926 - Luigi Lucatello, patologo italiano (n. 1863)
- 1927 - Gino Coppedè, architetto, scultore e decoratore italiano (n. 1866)
- 1927 - George Nichols, attore, regista e sceneggiatore statunitense (n. 1864)
- 1928 - Jean de Neuflize, banchiere e cavaliere francese (n. 1850)
- 1929 - Eraclio Gerbella, cornista e direttore d'orchestra italiano (n. 1850)
- 1930 - Moritz Pasch, matematico tedesco (n. 1843)
- 1931 - Ugo Falena, commediografo, impresario teatrale e regista cinematografico italiano (n. 1875)
- 1931 - Max Littmann, architetto tedesco (n. 1862)
- 1931 - Joan Beauchamp Procter, zoologa britannica (n. 1897)
- 1932 - Giacomo Gandi, pittore italiano (n. 1846)
- 1932 - Wovoka, religioso nativo americano
- 1932 - Napoleone Parisani, pittore italiano (n. 1854)
- 1932 - Max Slevogt, pittore tedesco (n. 1868)
- 1933 - Annie Besant, attivista, saggista e esoterista britannica (n. 1847)
- 1933 - Albrecht Höhler, antifascista tedesco (n. 1898)
- 1934 - John Blair, calciatore nordirlandese (n. 1888)
- 1934 - Porter Emerson Browne, commediografo statunitense (n. 1879)
- 1934 - William Oakley, calciatore inglese (n. 1873)
- 1935 - Carl Barus, fisico statunitense (n. 1856)
- 1935 - David Landau, attore statunitense (n. 1879)
- 1938 - Anna Maria Tauscher van den Bosch, religiosa tedesca (n. 1855)
- 1939 - Paul Bruchési, vescovo cattolico canadese (n. 1855)
- 1939 - Andrew Crommelin, astronomo britannico (n. 1865)
- 1939 - Tadeusz Dołęga-Mostowicz, scrittore e giornalista polacco (n. 1898)
- 1941 - Michail Petrovič Kirponos, generale sovietico (n. 1892)
- 1941 - Ludwig Landshoff, musicista e direttore d'orchestra tedesco (n. 1874)
- 1941 - Antonietta Mazzone, religiosa italiana (n. 1878)
- 1941 - Petre Sucitulescu, calciatore rumeno (n. 1914)
- 1941 - Hervarth Frass von Friedenfeldt, schermidore cecoslovacco (n. 1913)
- 1942 - Elkan Bauer, compositore austriaco (n. 1852)
- 1942 - Walther von Lüttwitz, militare tedesco (n. 1859)
- 1942 - Heinrich Paal, calciatore estone (n. 1895)
- 1942 - Kārlis Ulmanis, politico lettone (n. 1877)
- 1943 - Adolf Paul, scrittore svedese (n. 1863)
- 1943 - Vito Cascio Ferro, mafioso italiano (n. 1862)
- 1943 - Nelson le Follet, illusionista e trasformista italiano (n. 1869)
- 1944 - Friedrich Bödicker, ammiraglio tedesco (n. 1866)
- 1944 - Sandro Gallo, partigiano italiano (n. 1914)
- 1944 - Giorgio Ottone Levitz, militare, aviatore e partigiano italiano (n. 1922)
- 1944 - Osvaldo Remotti, militare, aviatore e partigiano italiano (n. 1922)
- 1944 - Ferdinand von Sammern-Frankenegg, generale tedesco (n. 1897)
- 1944 - Alois von Schönburg-Hartenstein, generale austro-ungarico (n. 1858)
- 1945 - Joseph Bidez, filologo classico belga (n. 1867)
- 1945 - Bryan Godfrey-Faussett, ufficiale inglese (n. 1863)
- 1945 - Chōtoku Kyan, maestro di karate giapponese (n. 1870)
- 1945 - Augusto Tasso Fragoso, generale e politico brasiliano (n. 1869)
- 1945 - Jack Thayer, statunitense (n. 1894)
- 1945 - Eduard Wirths, medico tedesco (n. 1909)
- 1946 - Jules Auguste César Muraire, attore francese (n. 1883)
- 1946 - Jean Etienne Charles Marcel Ratyé, ammiraglio francese (n. 1863)
- 1947 - Arthur Gingell, lottatore britannico (n. 1883)
- 1947 - Fiorello La Guardia, politico statunitense (n. 1882)
- 1947 - Antonio Piscel, politico, avvocato e giornalista italiano (n. 1871)
- 1948 - Leo White, attore britannico (n. 1882)
- 1948 - Emma Zimmer, criminale di guerra tedesca (n. 1888)
- 1949 - Giuseppe Barattolo, produttore cinematografico italiano (n. 1882)
- 1949 - Richard Dix, attore statunitense (n. 1893)
- 1951 - Ennio Cerlesi, attore, regista e doppiatore italiano (n. 1901)
- 1952 - Alfredo Dallolio, generale e politico italiano (n. 1853)
- 1952 - Flavio Scano, architetto e ingegnere italiano (n. 1896)
- 1952 - Bill Schindler, pilota automobilistico statunitense (n. 1909)
- 1955 - Ermanno Amicucci, politico e giornalista italiano (n. 1890)
- 1955 - Robert Riskin, sceneggiatore, regista e produttore cinematografico statunitense (n. 1897)
- 1955 - Noel M. Smith, regista e sceneggiatore statunitense (n. 1895)
- 1955 - Francesco Vecchiacchi, fisico e ingegnere italiano (n. 1902)
- 1956 - Theo Frenkel, regista, attore e sceneggiatore olandese (n. 1871)
- 1956 - Paul la Cour, drammaturgo danese (n. 1902)
- 1957 - Heino Kaski, compositore e pianista finlandese (n. 1885)
- 1957 - Jean Sibelius, compositore e violinista finlandese (n. 1865)
- 1958 - Hubert Lagardelle, sindacalista francese (n. 1874)
- 1958 - Corrado Mancioli, pittore e grafico italiano (n. 1904)
- 1959 - Arturo Gallea, direttore della fotografia italiano (n. 1895)
- 1959 - Olin Howland, attore statunitense (n. 1886)
- 1959 - Jay Nash McCrea, pistard statunitense (n. 1887)
- 1959 - Giuseppe Rapetti, calciatore italiano (n. 1905)
- 1959 - Mario Stoppani, aviatore italiano (n. 1895)
- 1960 - Michel Brusselmans, compositore belga (n. 1886)
- 1960 - Eugenio Morelli, medico e politico italiano (n. 1881)
- 1960 - Ida L'vovna Rubinštejn, danzatrice e mecenate russa (n. 1885)
- 1961 - Guglielmo Josa, imprenditore e politico italiano (n. 1870)
- 1961 - Andrzej Munk, regista polacco (n. 1921)
- 1962 - Conrad Helfrich, ammiraglio olandese (n. 1886)
- 1962 - Curley Weaver, cantante, chitarrista e cantautore statunitense (n. 1906)
- 1963 - Pedro Alconero, calciatore spagnolo (n. 1919)
- 1963 - Giorgio Fano, filosofo italiano (n. 1885)
- 1963 - Charles Howard-Bury, militare, esploratore e politico britannico (n. 1883)
- 1964 - Gaston Darbour, pittore e incisore francese (n. 1869)
- 1964 - Lazare Lévy, pianista e compositore francese (n. 1882)
- 1965 - Arthur Holmes, geofisico e geologo inglese (n. 1890)
- 1967 - Ezio Corlaita, ciclista su strada italiano (n. 1889)
- 1968 - Olaf Jordan, artista svedese (n. 1902)
- 1969 - Guido Gambone, ceramista italiano (n. 1909)
- 1969 - Werner Schreib, pittore tedesco (n. 1925)
- 1969 - Walt Torrence, cestista statunitense (n. 1937)
- 1970 - Alexandros Othonaios, generale greco (n. 1879)
- 1971 - Luigi Carbonari, politico italiano (n. 1880)
- 1971 - Wallace Osgood Fenn, fisiologo statunitense (n. 1893)
- 1971 - Jindřich Kakos, schermidore cecoslovacco (n. 1912)
- 1971 - Leonardo Motzo, generale italiano (n. 1895)
- 1971 - Giorgos Seferis, poeta, saggista e diplomatico greco (n. 1900)
- 1971 - James Westerfield, attore statunitense (n. 1913)
- 1973 - Jim Croce, cantautore statunitense (n. 1943)
- 1973 - Mario Mazza, attore italiano (n. 1895)
- 1973 - Maury Muehleisen, musicista statunitense (n. 1949)
- 1973 - Eddie Murphy, pattinatore di velocità su ghiaccio statunitense (n. 1905)
- 1973 - William Plomer, scrittore, poeta e librettista sudafricano (n. 1903)
- 1973 - Glenn Strange, attore statunitense (n. 1899)
- 1973 - Frank Teruggi, giornalista statunitense (n. 1949)
- 1973 - Giuseppe Trevisani, grafico, giornalista e traduttore italiano (n. 1924)
- 1973 - Ben Webster, sassofonista statunitense (n. 1909)
- 1974 - José Mojica, francescano, attore e tenore messicano (n. 1895)
- 1975 - Václav Bouška, calciatore cecoslovacco (n. 1910)
- 1975 - Nino Galizzi, scultore italiano (n. 1891)
- 1975 - Saint-John Perse, poeta, scrittore e diplomatico francese (n. 1887)
- 1975 - Ikio Sawamura, attore giapponese (n. 1905)
- 1975 - Doria Shafik, attivista, poetessa e editrice egiziana (n. 1908)
- 1976 - Izrail' Markovič Jampol'skij, violinista e musicologo sovietico (n. 1905)
- 1976 - Renato Pascucci, prefetto italiano (n. 1887)
- 1976 - Achille Souchard, ciclista su strada francese (n. 1900)
- 1977 - Francesco Bianchi, mezzofondista italiano (n. 1940)
- 1977 - Ralph Hills, pesista statunitense (n. 1902)
- 1977 - Alex Massie, calciatore e allenatore di calcio scozzese (n. 1906)
- 1979 - Ismail Nasiruddin di Terengganu, sovrano malese
- 1979 - Emil Buchar, astronomo cecoslovacco (n. 1901)
- 1979 - Paul Dubov, attore e sceneggiatore statunitense (n. 1918)
- 1979 - Pierre Goldman, anarchico francese (n. 1944)
- 1979 - Ludvík Svoboda, generale e politico cecoslovacco (n. 1895)
- 1980 - Josias Braun-Blanquet, botanico svizzero (n. 1884)
- 1980 - Tullio Colsalvatico, scrittore italiano (n. 1901)
- 1980 - Michele D'Amico, politico italiano (n. 1900)
- 1980 - Sanpei Hayashiya I, attore e comico giapponese (n. 1925)
- 1980 - Ugo Mutti, imprenditore italiano (n. 1893)
- 1981 - Marcelle Cahn, artista e pittrice francese (n. 1895)
- 1982 - Alois Schnabel, pallamanista austriaco (n. 1910)
- 1982 - Georg Østerholt, saltatore con gli sci norvegese (n. 1892)
- 1983 - Andy Beattie, calciatore e allenatore di calcio scozzese (n. 1913)
- 1983 - Ángel Labruna, calciatore e allenatore di calcio argentino (n. 1918)
- 1984 - Lina Bruna Rasa, soprano italiano (n. 1907)
- 1984 - Steve Goodman, cantante statunitense (n. 1948)
- 1984 - Arnaldo Maccarone, magistrato italiano (n. 1909)
- 1984 - Carlo Pesenti, imprenditore, editore e ingegnere italiano (n. 1907)
- 1985 - Taizō Kawamoto, allenatore di calcio e calciatore giapponese (n. 1914)
- 1985 - Ernest Nagel, filosofo statunitense (n. 1901)
- 1985 - Guido Secreto, politico italiano (n. 1895)
- 1985 - Lotario Vecchi, editore e fumettista italiano (n. 1888)
- 1986 - Viktor Chochrjakov, attore sovietico (n. 1913)
- 1986 - Sverre Marstrander, archeologo norvegese (n. 1910)
- 1987 - Greville Howard, nobile e politico britannico (n. 1909)
- 1987 - Alfred Georges Regner, pittore e incisore francese (n. 1902)
- 1987 - Michael Stewart, commediografo e librettista statunitense (n. 1924)
- 1987 - Péter Török, calciatore ungherese (n. 1951)
- 1988 - Tim Davis, percussionista e cantautore statunitense (n. 1943)
- 1988 - Agostino Gamba, arbitro di calcio, dirigente sportivo e calciatore italiano (n. 1904)
- 1988 - Roy Kinnear, attore britannico (n. 1934)
- 1988 - Tibor Sekelj, scrittore, esploratore e esperantista jugoslavo (n. 1912)
- 1989 - John Carrell, danzatore su ghiaccio statunitense (n. 1947)
- 1989 - Chen Boda, politico e rivoluzionario cinese (n. 1904)
- 1989 - Richie Ginther, pilota di Formula 1 statunitense (n. 1930)
- 1989 - Klavdija Plotnikova, sovietica
- 1990 - Rosa Balistreri, cantautrice e cantastorie italiana (n. 1927)
- 1990 - Claude Colette, ciclista su strada belga (n. 1929)
- 1990 - Lucien Konter, calciatore lussemburghese (n. 1925)
- 1990 - Attilio Micheluzzi, fumettista italiano (n. 1930)
- 1990 - Mario Pochetti, politico e sindacalista italiano (n. 1921)
- 1990 - Vincenzo Vernaschi, politico italiano (n. 1929)
- 1991 - Giacinto Solito, regista e montatore italiano (n. 1904)
- 1992 - Adalberto Manzone, giornalista italiano (n. 1936)
- 1993 - Erich Hartmann, aviatore tedesco (n. 1922)
- 1993 - Aždar Ibragimov, regista sovietico (n. 1919)
- 1994 - Reto Rossetti, scrittore e esperantista svizzero (n. 1909)
- 1994 - Jule Styne, musicista e compositore britannico (n. 1905)
- 1995 - Emmy Albus, velocista tedesca (n. 1911)
- 1995 - Giuseppe Guglielmi, traduttore, poeta e bibliotecario italiano (n. 1923)
- 1996 - Franco Angrisano, attore italiano (n. 1926)
- 1996 - Paul Erdős, matematico ungherese (n. 1913)
- 1996 - Krešo Golik, regista e sceneggiatore croato (n. 1922)
- 1996 - Max Manus, partigiano norvegese (n. 1914)
- 1997 - Albino Perosa, presbitero e compositore italiano (n. 1915)
- 1997 - Renato Treu, politico italiano (n. 1910)
- 1998 - Antonino Drago, politico italiano (n. 1924)
- 1998 - Silvio Geuna, politico, giornalista e religioso italiano (n. 1909)
- 1998 - Muriel Humphrey Brown, politica statunitense (n. 1912)
- 1999 - Edoardo Avalle, calciatore italiano (n. 1905)
- 1999 - Taheyya Kariokka, ballerina e attrice egiziana (n. 1915)
- 1999 - Willy Millowitsch, attore, regista e cantante tedesco (n. 1909)
- 1999 - Sandro Onofri, scrittore italiano (n. 1955)
- 1999 - Raisa Maksimovna Gorbačëva, filosofa sovietica (n. 1932)
- 2000 - Dorothy Emmet, filosofa britannica (n. 1904)
- 2000 - Jeanloup Sieff, fotografo francese (n. 1933)
- 2000 - German Stepanovič Titov, cosmonauta sovietico (n. 1935)
- 2000 - Yasuyoshi Tokuma, produttore cinematografico giapponese (n. 1921)

## XXI secolo(127)
- 2001 - Karel Baroch, cestista e allenatore di pallacanestro cecoslovacco (n. 1939)
- 2001 - Edoardo Cernuschi, attivista italiano (n. 1932)
- 2001 - Hinky Harris, hockeista su ghiaccio e allenatore di hockey su ghiaccio canadese (n. 1936)
- 2001 - Marcos Pérez Jiménez, politico e generale venezuelano (n. 1914)
- 2001 - Karl-Eduard von Schnitzler, conduttore televisivo tedesco (n. 1918)
- 2002 - Sergej Sergeevič Bodrov, attore e regista russo (n. 1971)
- 2002 - Necdet Kent, diplomatico turco (n. 1911)
- 2002 - Joan Littlewood, regista e regista teatrale britannica (n. 1914)
- 2002 - Giuseppe Mari, partigiano e storico italiano (n. 1911)
- 2002 - Oberdan Ussello, calciatore e allenatore di calcio italiano (n. 1917)
- 2003 - Lorenzo Calonga, calciatore paraguaiano (n. 1929)
- 2003 - Ernie Calverley, cestista e allenatore di pallacanestro statunitense (n. 1924)
- 2003 - Josef Hiršal, poeta e romanziere ceco (n. 1920)
- 2003 - Ivano Lussignoli, canoista italiano (n. 1972)
- 2003 - Gordon Mitchell, attore statunitense (n. 1923)
- 2003 - Maurizio Romano, doppiatore italiano (n. 1966)
- 2003 - Margaret Harriman, arciera e nuotatrice sudafricana (n. 1928)
- 2004 - Brian Clough, calciatore e allenatore di calcio inglese (n. 1935)
- 2004 - László Lachos, calciatore ungherese (n. 1933)
- 2004 - Riccardo Schweizer, pittore, scultore e fotografo italiano (n. 1925)
- 2005 - Charles Leonard Harness, scrittore di fantascienza statunitense (n. 1915)
- 2005 - Matest Mendelevič Agrest, matematico russo (n. 1915)
- 2005 - Simon Wiesenthal, ingegnere e scrittore austriaco (n. 1908)
- 2006 - Galina Barinova, violinista e insegnante sovietica (n. 1910)
- 2006 - Lucio Gambi, geografo italiano (n. 1920)
- 2006 - Sven Nykvist, direttore della fotografia svedese (n. 1922)
- 2007 - Franco Fanti, ciclista su strada italiano (n. 1924)
- 2007 - Osvaldo Mariño, pallanuotista uruguaiano (n. 1923)
- 2007 - Mieczysław Warmus, informatico e matematico polacco (n. 1918)
- 2008 - Corrado Balducci, presbitero italiano (n. 1923)
- 2008 - Wilfrid Dixon, statistico statunitense (n. 1915)
- 2008 - Július Strnisko, lottatore cecoslovacco (n. 1958)
- 2009 - Mario Bertolo, ciclista italiano (n. 1929)
- 2009 - Novella Cantarutti, poetessa e scrittrice italiana (n. 1920)
- 2009 - John Hart, attore statunitense (n. 1917)
- 2009 - Booker Moore, giocatore di football americano statunitense (n. 1959)
- 2010 - Teresa Buonocore, italiana (n. 1959)
- 2010 - Fud Leclerc, cantante francese (n. 1924)
- 2010 - Robert Muller, filosofo e politico belga (n. 1923)
- 2010 - Eduard Novák, hockeista su ghiaccio ceco (n. 1946)
- 2011 - Arvid Andersson, sollevatore svedese (n. 1919)
- 2011 - Oscar Handlin, storico statunitense (n. 1915)
- 2011 - Aleksej Mamykin, allenatore di calcio e calciatore sovietico (n. 1936)
- 2011 - Lidia Martini, partigiana italiana (n. 1921)
- 2011 - Burhanuddin Rabbani, politico afghano (n. 1940)
- 2011 - Gaby Stenberg, attrice svedese (n. 1923)
- 2012 - Fortunato Baldelli, cardinale e arcivescovo cattolico italiano (n. 1935)
- 2012 - Herbert Rosendorfer, giurista e scrittore tedesco (n. 1934)
- 2013 - Hermann Müller-Karpe, archeologo tedesco (n. 1925)
- 2013 - Angelo Savoldi, wrestler italiano (n. 1914)
- 2014 - Anatolij Nikolaevič Berezovoj, cosmonauta sovietico (n. 1942)
- 2014 - Polly Bergen, attrice e cantante statunitense (n. 1930)
- 2014 - Pino Cerami, ciclista su strada italiano (n. 1922)
- 2014 - Mario Costalonga, musicista italiano (n. 1932)
- 2014 - Takako Doi, politica giapponese (n. 1928)
- 2014 - Antonio Günther di Oldenburg, politico tedesco (n. 1923)
- 2014 - Besa Imami, attrice albanese (n. 1928)
- 2014 - Gaetano Scamarcio, politico e avvocato italiano (n. 1930)
- 2014 - George Sluizer, regista olandese (n. 1932)
- 2015 - Dino Boschi, pittore italiano (n. 1923)
- 2015 - Mario Caiano, regista e sceneggiatore italiano (n. 1933)
- 2015 - Giovanni De Vivo, vescovo cattolico italiano (n. 1940)
- 2015 - Jack Larson, attore e produttore cinematografico statunitense (n. 1928)
- 2015 - C. K. Williams, poeta, critico letterario e traduttore statunitense (n. 1936)
- 2016 - Bill Barrett, politico statunitense (n. 1929)
- 2016 - Alberto de Jesús Benítez, calciatore argentino (n. 1951)
- 2016 - Alan Cousin, calciatore scozzese (n. 1938)
- 2016 - Guido Di Fidio, scultore e incisore italiano (n. 1924)
- 2016 - Peter Leo Gerety, arcivescovo cattolico statunitense (n. 1912)
- 2016 - Erwin Hahn, fisico statunitense (n. 1921)
- 2016 - Curtis Hanson, regista, sceneggiatore e produttore cinematografico statunitense (n. 1945)
- 2016 - Luigi Pierini, presbitero italiano (n. 1932)
- 2016 - Victor Scheinman, ingegnere e imprenditore statunitense (n. 1942)
- 2017 - Greg Antonacci, attore, regista e produttore cinematografico statunitense (n. 1947)
- 2017 - Gianfranco Botta, giornalista italiano (n. 1960)
- 2017 - Ene Mihkelson, scrittrice e poetessa estone (n. 1944)
- 2017 - Warren B. Offutt, astronomo statunitense (n. 1928)
- 2018 - Inge Feltrinelli, editrice, fotografa e giornalista tedesca (n. 1930)
- 2018 - Nils Rydström, schermidore svedese (n. 1921)
- 2018 - Ludovikus Simanullang, vescovo cattolico indonesiano (n. 1955)
- 2018 - Reinhard Tritscher, sciatore alpino austriaco (n. 1946)
- 2018 - Riccardo Zinna, attore, regista teatrale e compositore italiano (n. 1958)
- 2018 - Fadhil Jalil al-Barwari, generale iracheno (n. 1966)
- 2019 - Rick Bognar, wrestler canadese (n. 1970)
- 2019 - Howard Cassady, giocatore di football americano statunitense (n. 1934)
- 2019 - José Chiarella, allenatore di calcio peruviano (n. 1929)
- 2019 - Bartolo Fazio, politico italiano (n. 1954)
- 2019 - Anselmo Giorcelli, calciatore e allenatore di calcio italiano (n. 1928)
- 2019 - Séamus Hegarty, vescovo cattolico britannico (n. 1940)
- 2019 - Gregorio Martínez Sacristán, vescovo cattolico spagnolo (n. 1946)
- 2019 - Jan Merlin, attore statunitense (n. 1925)
- 2019 - Claudio Misculin, attore e regista teatrale italiano (n. 1954)
- 2019 - Frans Van Looy, ciclista su strada e dirigente sportivo belga (n. 1950)
- 2020 - Meron Benvenisti, politologo e giornalista israeliano (n. 1934)
- 2020 - Michael Chapman, direttore della fotografia, regista e sceneggiatore statunitense (n. 1935)
- 2020 - Ephrem M'Bom, calciatore camerunese (n. 1954)
- 2020 - Dan Olweus, psicologo e docente svedese (n. 1931)
- 2020 - Garland Pinholster, allenatore di pallacanestro statunitense (n. 1928)
- 2020 - Rossana Rossanda, giornalista, scrittrice e traduttrice italiana (n. 1924)
- 2020 - Luigi Squillario, politico e banchiere italiano (n. 1935)
- 2020 - Gerardo Vera, attore, regista e costumista spagnolo (n. 1947)
- 2021 - Colin Bailey, batterista britannico (n. 1934)
- 2021 - Sarah Dash, cantante statunitense (n. 1945)
- 2021 - Robert Deyber, pittore statunitense (n. 1955)
- 2021 - Willy Holzmüller, calciatore tedesco orientale (n. 1931)
- 2021 - Jan Jindra, canottiere cecoslovacco (n. 1932)
- 2021 - Aloys Jousten, vescovo cattolico belga (n. 1937)
- 2021 - Marina Miranda, attrice, comica e umorista brasiliana (n. 1930)
- 2021 - Carlo Vichi, imprenditore e dirigente d'azienda italiano (n. 1923)
- 2022 - Émile Antonio, calciatore e allenatore di calcio francese (n. 1928)
- 2022 - Sergej Puskepalis, attore russo (n. 1966)
- 2022 - Virginio Rognoni, politico italiano (n. 1924)
- 2023 - Enzo Cavalli, triplista italiano (n. 1937)
- 2023 - Maddy Cusack, calciatrice inglese (n. 1995)
- 2023 - Camille Dimmer, calciatore e politico lussemburghese (n. 1939)
- 2023 - Ruth Fuchs, giavellottista e politica tedesca (n. 1946)
- 2023 - Arnold Midgley, sciatore alpino e dirigente sportivo canadese (n. 1935)
- 2023 - Phil Sellers, cestista statunitense (n. 1953)
- 2023 - Erwin Olaf, fotografo olandese (n. 1959)
- 2024 - Giovanni Casu, musicista italiano (n. 1933)
- 2024 - Pier Marco De Santi, storico del cinema, critico cinematografico e direttore artistico italiano (n. 1946)
- 2024 - Kathryn Grant, attrice statunitense (n. 1933)
- 2024 - Milena Jindrová, cestista cecoslovacca (n. 1944)
- 2024 - Paola Marella, architetta, designer e conduttrice televisiva italiana (n. 1963)
- 2024 - Sayuri, musicista e cantautrice giapponese (n. 1996)
- 2024 - Jon Svendsen, pallanuotista statunitense (n. 1953)
- 2024 - Randy West, attore pornografico statunitense (n. 1947)

## Senza anno specificato(1)
- Caterina di Clermont, nobile